# レノルド・クインラン
レノルド・ヴァツブア・クインラン（Renold Vatubua Quinlan、1989年7月7日 - ）は、オーストラリアのプロボクサー。シドニー出身。元PABAスーパーミドル級王者。元IBO世界スーパーミドル級王者。

## 来歴
2016年10月14日、ローンセストンのシルバードーム・バスケットボール・スタジアムで元WBAスーパー・IBF世界スーパーミドル級王者のダニエル・ゲールとIBO世界スーパーミドル級王座決定戦を行い、2回1分14秒KO勝ちを収め王座を獲得した。
2017年2月4日、ロンドンのオリンピアで元WBA世界ミドル級暫定王者のクリス・ユーバンク・ジュニアと対戦し、10回2分7秒TKO負けを喫し初防衛に失敗、王座から陥落した。
2018年4月7日、ブリスベンのブリスベン・コンベンション・アンド・エキシビション・センターでWBOインターナショナルライトヘビー級王者のダミアン・ホーパーと対戦し、9回2分19秒TKO負けを喫し王座を獲得出来なかった。
2018年12月22日、ロンドンのO2アリーナでWBAインターナショナルライトヘビー級王者のジョシュア・ブアッツィと対戦し、初回1分50秒TKO負けを喫し王座を獲得出来なかった。

## 獲得タイトル
- オーストラリアスーパーミドル級王座
- IBOインターナショナルスーパーミドル級王座
- PABAスーパーミドル級暫定王座
- PABAスーパーミドル級王座
- IBO世界スーパーミドル級王座